# Hikosan-jingū

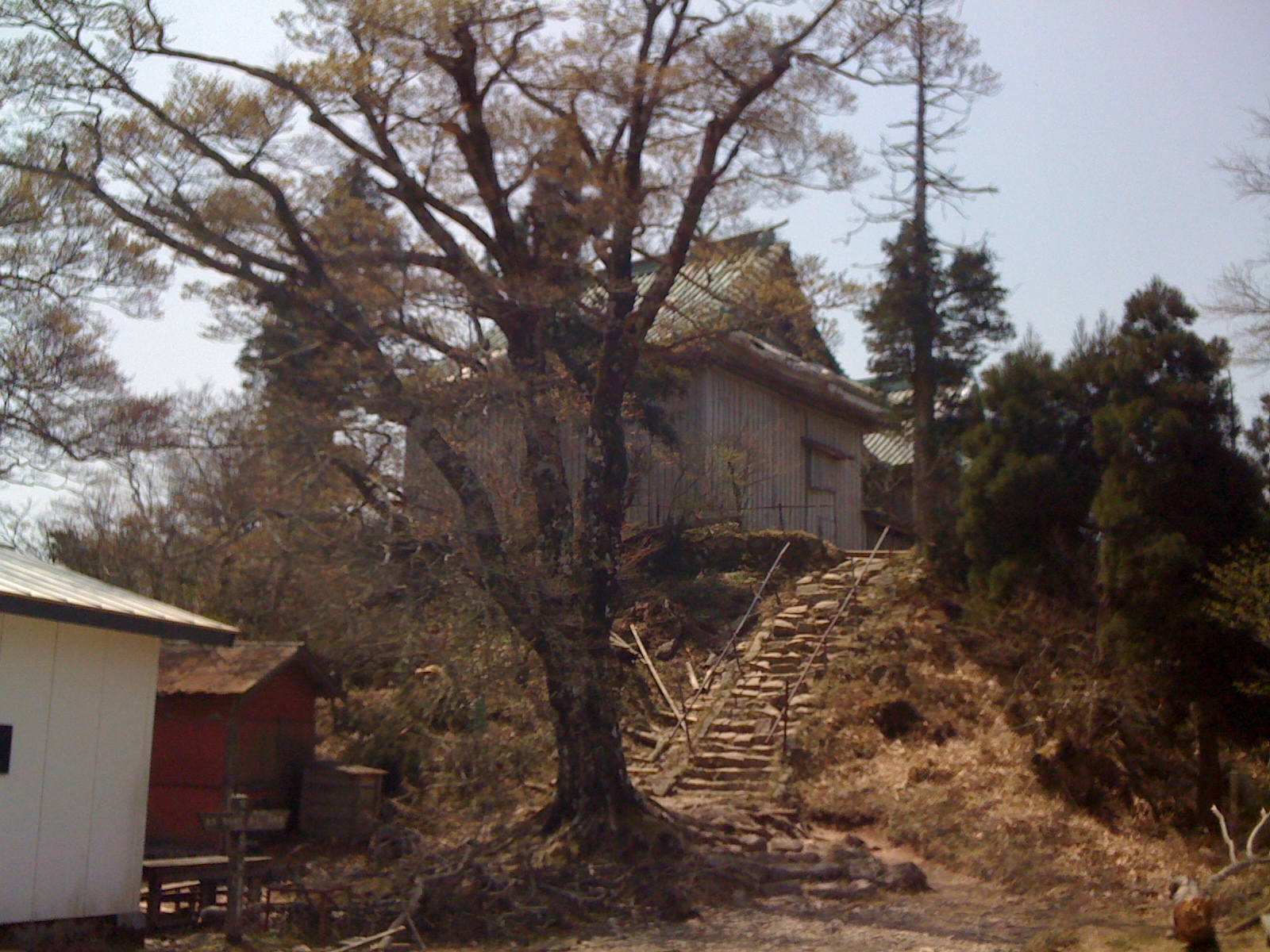
Le Hikosan jingū au sommet du mont Hiko.

Le Hikosan jingū (英彦山神宫) est un sanctuaire shinto situé dans la ville de Soeda, dans la préfecture de Fukuoka, au Japon. Situé sur la frontière entre les préfectures de Fukuoka et Ōita, le Hiko-san est vénéré depuis les temps anciens comme montagne sacrée. C'est aussi un centre de formation pour la secte shugendō du bouddhisme. Le sanctuaire est situé sur le côté préfecture de Fukuoka de la montagne. Le Jō-gu est situé dans la partie la plus intérieure de l'enceinte du sanctuaire sur le dessus du Naka-dake, le pic au centre des trois pics Hiko-san. Le sanctuaire aurait été construit en 740. Le Hōhei-den, grande salle de conférence construit en 1616, et le Kane-no-torii, porte shinto en bronze construite en 1637, ont tous deux été désignés biens culturels importants par le gouvernement japonais.

## Histoire
Le sanctuaire a été construit en 740 en tant que centre de formation pour la secte shugendō du bouddhisme. Cependant, le temple Shugendō a été aboli par la séparation du shinto et du bouddhisme, introduit après la restauration de Meiji. Reisen-ji (霊泉寺), le temple de tête du bouddhisme Tendai, a été converti en Hikosan-jinja (英彦山神社). En 1975, il a été renommé à son nom actuel, « Hikosan-jingū ».

## Galerie d'images

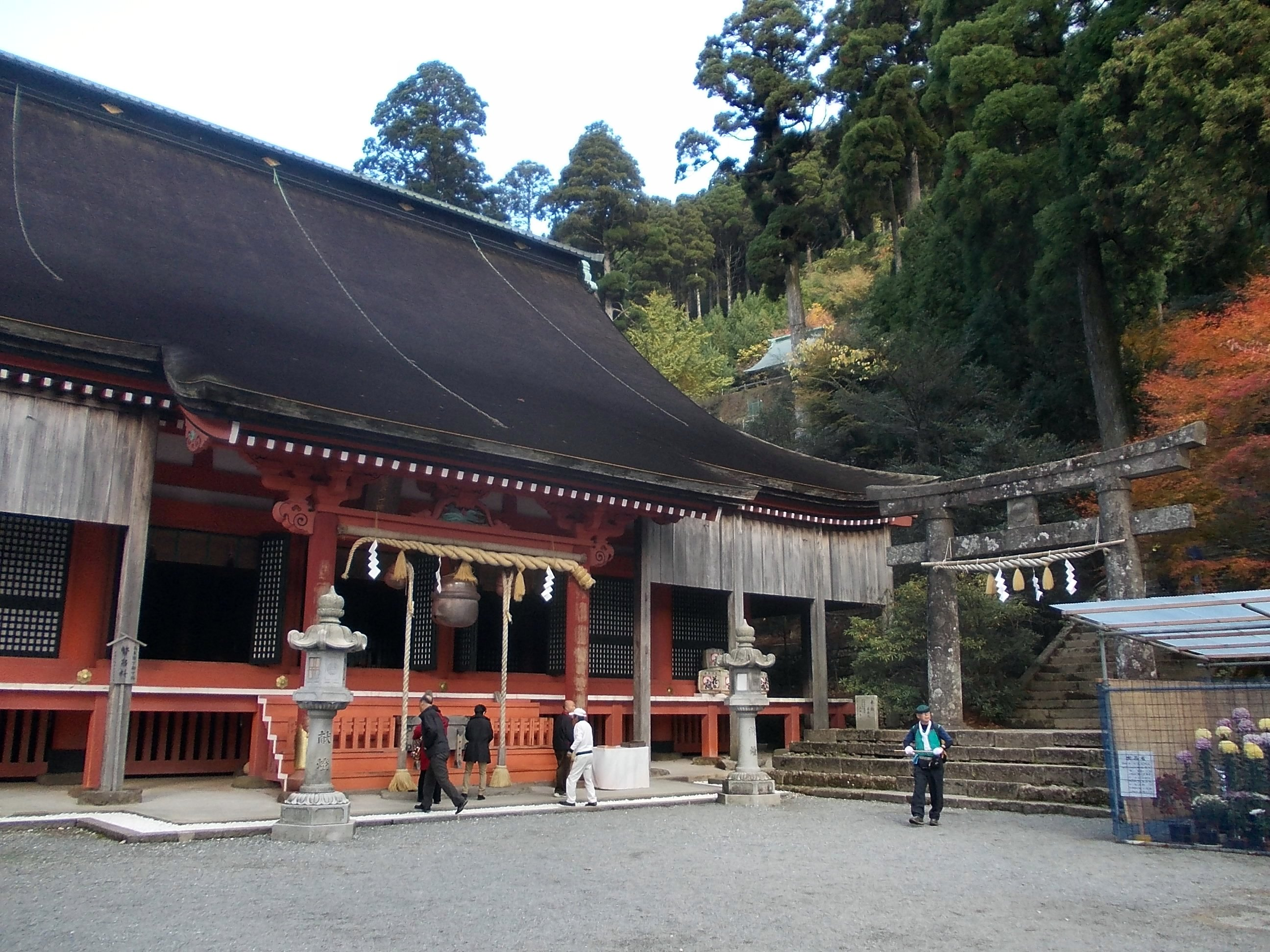
Hōhei-den.
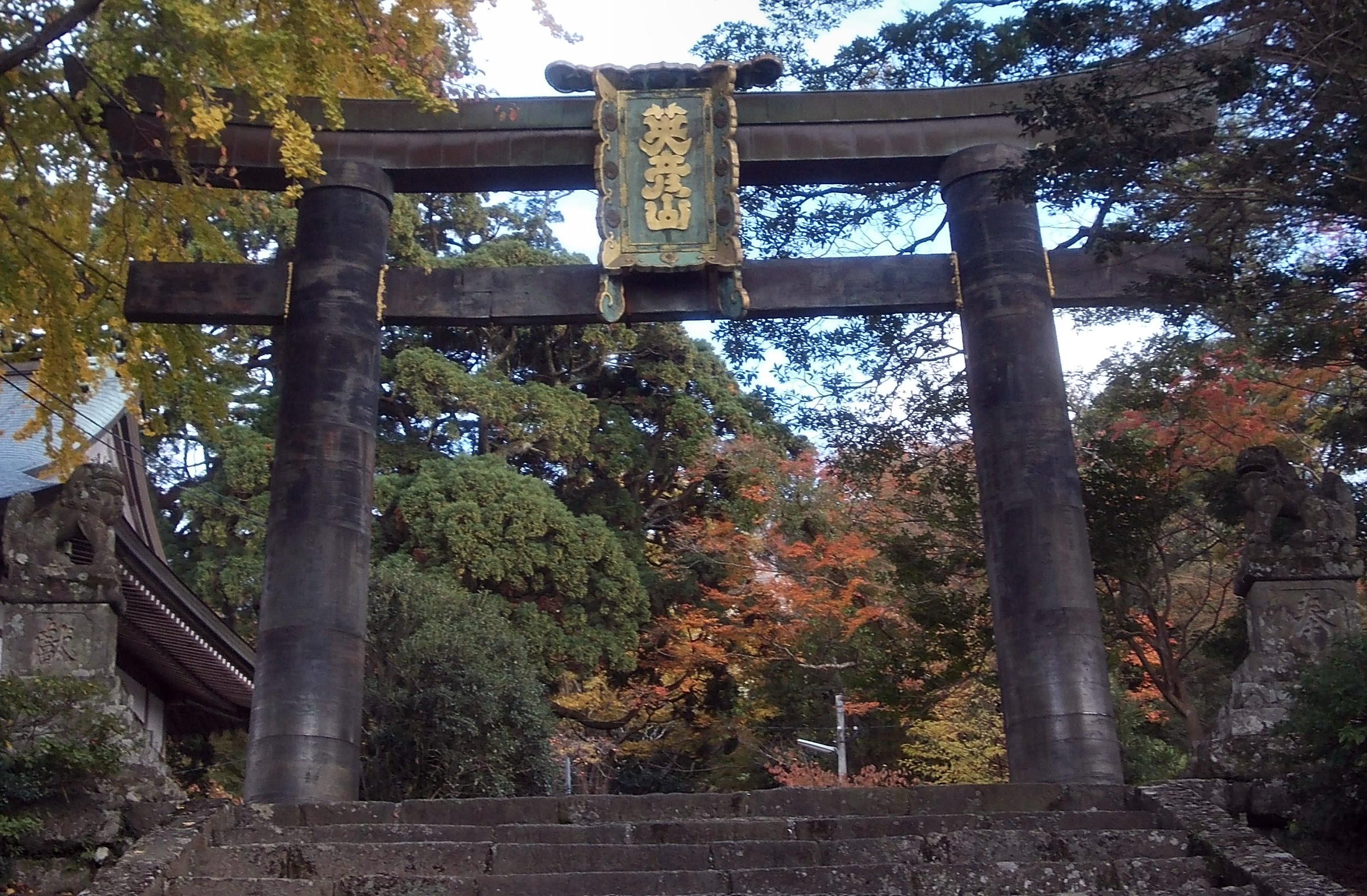
Kane-no-torii.
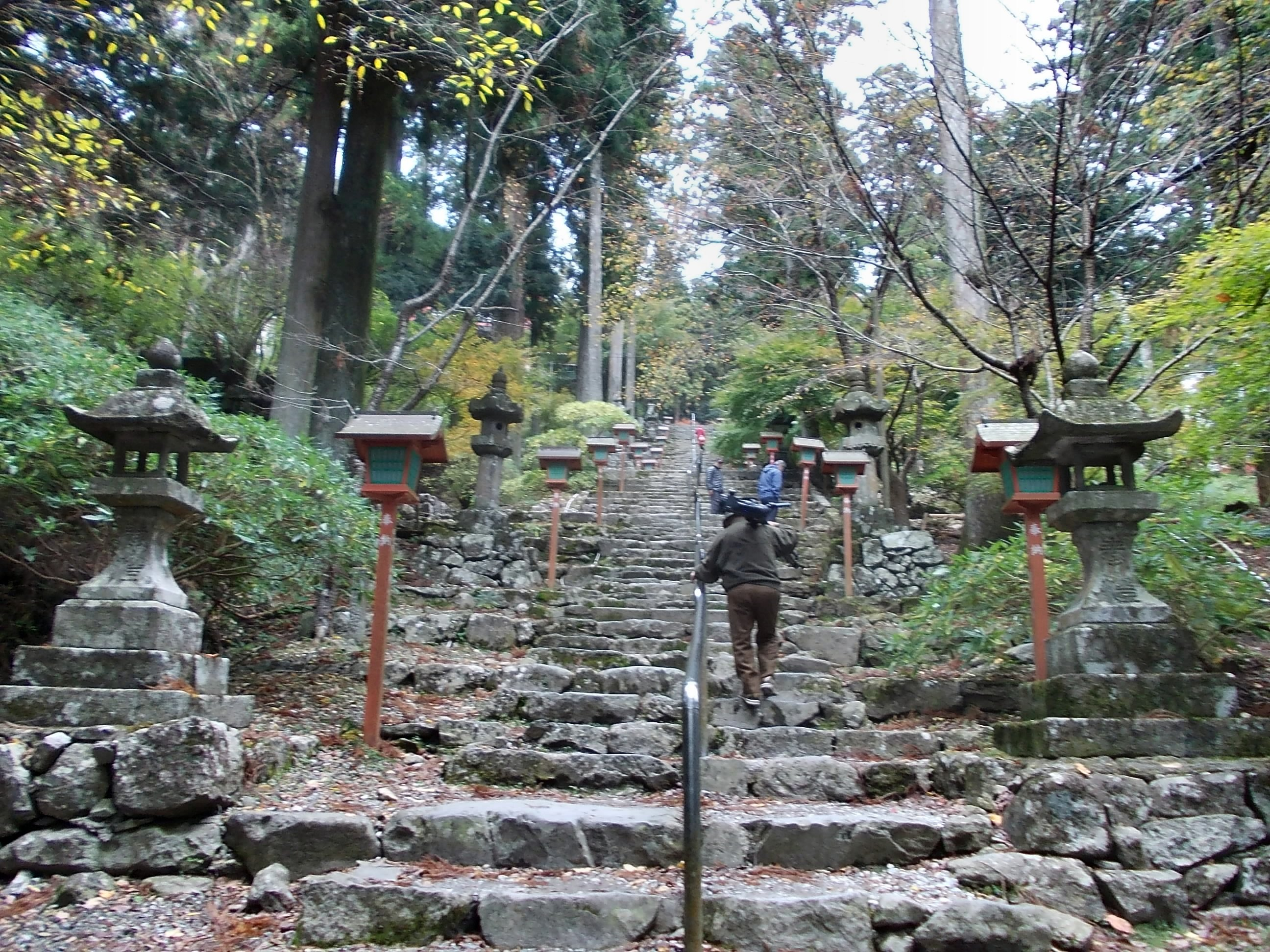
Omotesandō, escaliers en pierre très raides, approchant du sanctuaire.
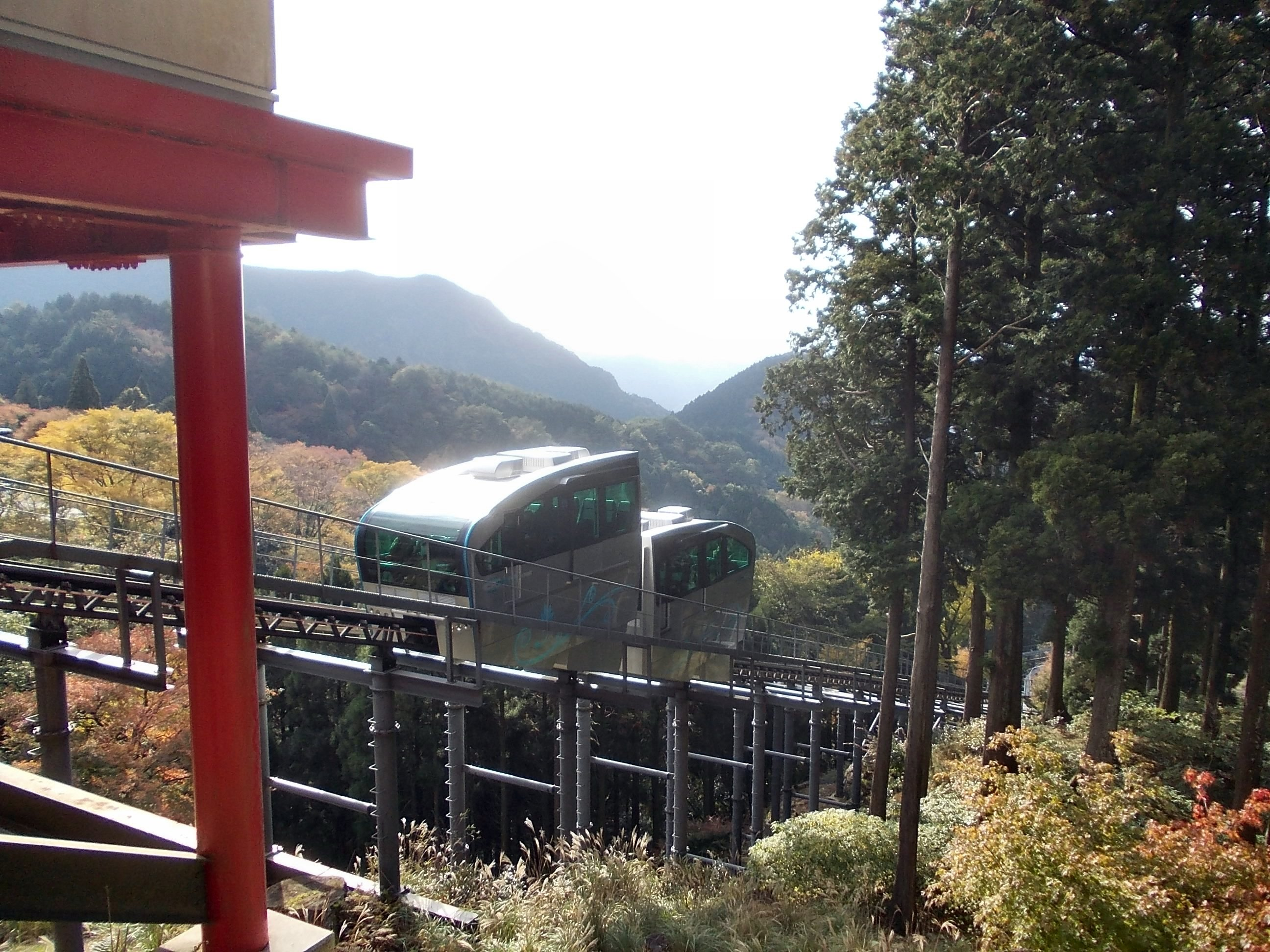
Le Hikosan Kaen Slope car, système de monorail de Kane-no-torii au Hikosan-jingū, ouvert en 2005.

## Source de la traduction
- (en) Cet article est partiellement ou en totalité issu de l’article de Wikipédia en anglais intitulé « Hikosan Jingū » (voir la liste des auteurs).